# Trabajadores no abonados en Isla Reunión
El Engagisme (traducido al español como Trabajador no abonado) se practicó en Reunión, departamento de ultramar de Francia durante un largo periodo de tiempo, concretamente entre el segundo tercio del siglo XIX y el segundo tercio del siglo XX. 
Instaurado antes de la abolición de la esclavitud en la colonia, se desarrolló principalmente después de esta, y en particular, a partir de 1860. Pocos años antes de la abolición y especialmente después del periodo de esclavitud, la colonia contrataba (en francés, "engager") miles de personas provenientes de la India, África, Madagascar, Las Comores, China, Australia, Europa y, de manera más marginal, de otras colonias. El engagisme consiste en dar trabajo en la colonia a personas extranjeras, a través de un contrato renovable de una duración aproximada de 5 años. El empleado pasa a estar entonces al servicio del empleador, quien es generalmente propietario del terreno.

## El fin delengagismeen La Reunión
El periodo de entreguerras fue testigo de una reforma esencial en las atribuciones de las capacidades gestionadoras de la inmigración laboral en La Reunión: el Servicio de Inmigración (que supervisaba los aspectos legales de la inmigración durante la segunda mitad del siglo XIX) se incorporó a la Inspección de Trabajo en 1938. El Servicio de Inmigración, confiado anteriormente al Service de l’Enregistrement, des Domaines et du timbre (servicio de registro, dominios y sello), fue trasladado tras un informe de la misión inspectora de las Colonias de 1937 a la Inspección Laboral. Este servicio incluía, además de su líder, nueve administradores. La reforma marcóa el fin del engagisme tal y como había sido fundado en el siglo XIX. 
El estallido de la Segunda Guerra Mundial que acaba, a partir de entonces, con las relaciones entre La Reunión y otros países de la zona, hace que se termine definitivamente este episodio de importante repoblación. La reforma permite tener una evaluación de la situación de las nuevas atribuciones relacionada con la evolución y con un acercamiento cuantitativo de los últimos migrantes del engagisme. El Servicio de Inmigración en principio no tiene más que gestionar los contratos con los empleadores y ocuparse de las repatriaciones. También se ocupa activamente de mediar en lo posible los conflictos que podían suceder entre los empleadores y empleados.

## La cuarentena sanitaria en los lazaretos
En 1860 la colonia decidióe acondicionar un nuevo espacio de cuarentena sanitaria más amplio para hacer frente a la vasta afluencia de empleados que iban a llegar. La elección se hace entonces para construir un complejo de edificios en el barranco de "la Grande-Chaloupe". El emplazamiento estaba compuesto en su primera estructura por dos dormitorios comunes, una casa solariega, un lavadero, un cementerio, letrinas y murallas. A partir de 1863, se acondicionó un segundo lazareto (nombrado lazareto 2) para completar la capacidad de acogida al emplazamiento. El lazareto 1 fue ampliado a finales del siglo XIX (entre 1898 y 1900) con una enfermería y una sala de esterilización.